# Trofeo Ladino Elite 2022
Il 5º Trofeo Ladino Elite si è svolto tra il 9 agosto e il 2 settembre del 2022.

## Formula e partecipanti
La formula è stata confermata. Hanno partecipato al torneo le tre compagini dell'area di lingua ladina iscritte al massimo campionato italiano di hockey su ghiaccio ed all'Alps Hockey League:
- Cortina
- Fassa Falcons
- Gherdëina

Il torneo è stato giocato con un girone di andata e ritorno, per complessivi sei incontri.

## Risultati
| 1ª            | giornata            | 2ª                 |
| 9 agosto 2022 |                     | 17 agosto 2022     |
| 5-3 referto   | Cortina - Gherdëina | 3-2 d.t.r. referto |

| 5ª             | giornata        | 6ª               |
| 30 agosto 2022 |                 | 2 settembre 2022 |
| 1-2 referto    | Cortina - Fassa | 1-2 referto      |

| 3ª             | giornata          | 4ª             |
| 19 agosto 2022 |                   | 24 agosto 2022 |
| 6-1 referto    | Fassa - Gherdëina | 0-5 referto    |

## Classifica
| Pos. | Squadra       | Pt | G | V | VOT | POT | P | GF | GS | DR |
| ---- | ------------- | -- | - | - | --- | --- | - | -- | -- | -- |
| 1.   | Fassa Falcons | 9  | 4 | 3 | 0   | 0   | 1 | 10 | 8  | +2 |
| 2.   | Cortina       | 5  | 4 | 1 | 1   | 0   | 2 | 10 | 9  | +1 |
| 3.   | Gherdëina     | 4  | 4 | 1 | 0   | 1   | 2 | 11 | 14 | -3 |